# Dehesa Boyal de San Sebastián de los Reyes

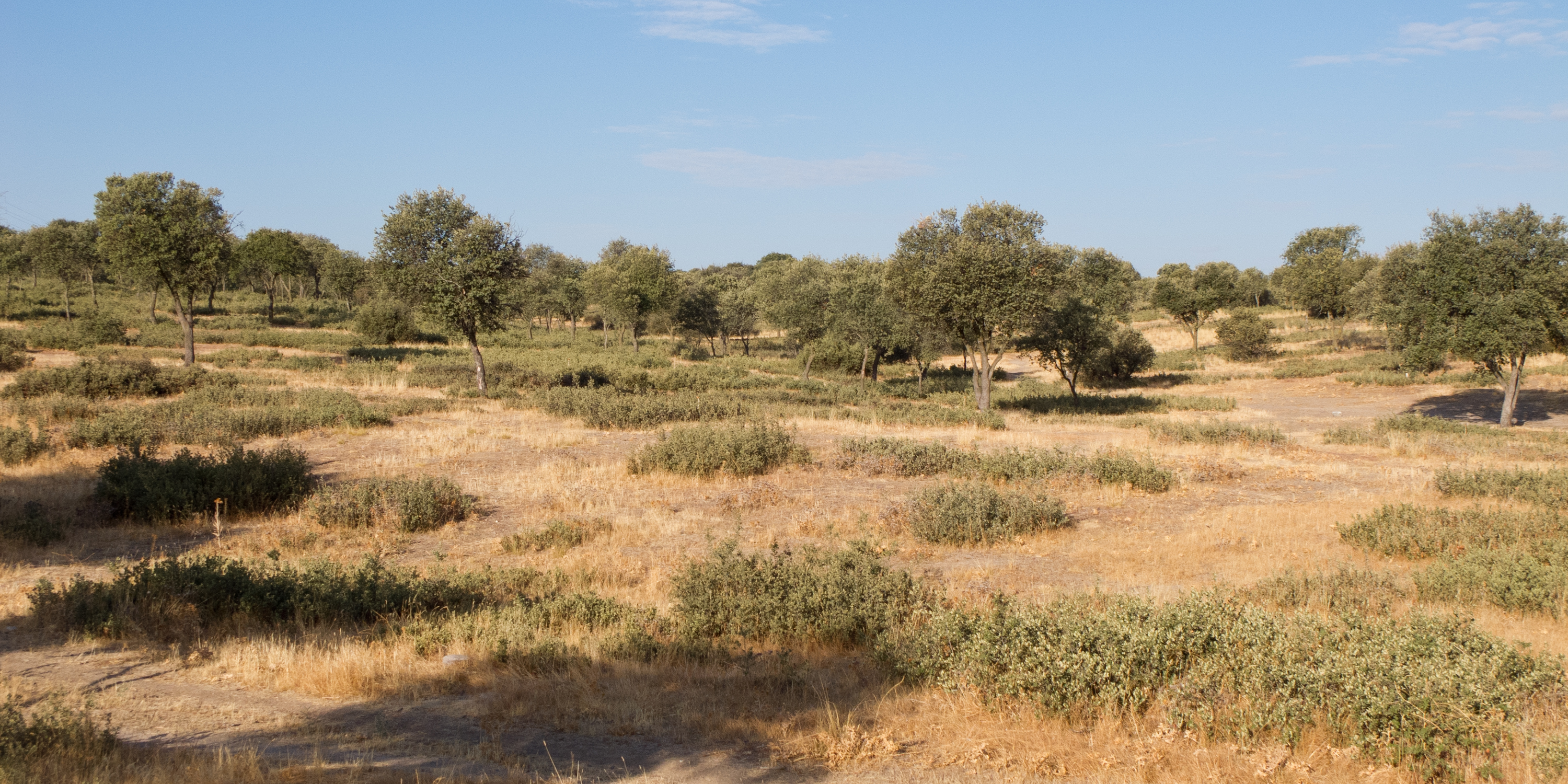
Paisaje de encinas en la zona sur de la Dehesa Boyal de San Sebastián de los Reyes.

La Dehesa Boyal de San Sebastián de los Reyes es una dehesa del municipio de San Sebastián de los Reyes, en la Comunidad de Madrid, España. Es conocida como tal desde 1493, cuando se la declaró apta para que el ganado de labor pastara. Los bueyes que allí se encontraban dieron el nombre a la dehesa. Este origen es muy temprano si se compara con la fundación de San Sebastián de los Reyes, ocurrida en 1492. La Dehesa está situada al norte de la zona urbana del municipio, en el límite con el término municipal de Madrid, y más concretamente con el Soto de Viñuelas.
Dentro de los límites de la Dehesa está el Polideportivo Municipal de San Sebastián de los Reyes.
Dentro de esta área se pueden encontrar mamíferos como jabalíes o conejos

## Geografía

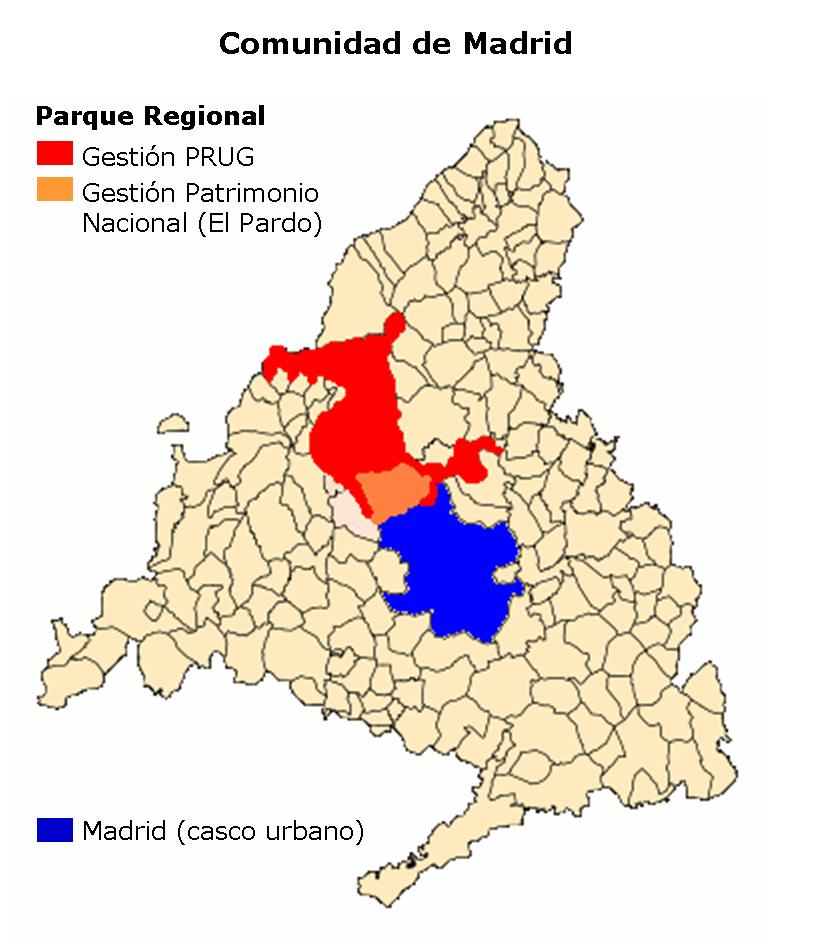
Mapa del Parque Regional de la Cuenca Alta del Manzanares.

La Dehesa Boyal de "Sanse", conocida más popularmente en la localidad simplemente como "La Dehesa", tiene una extensión de 233 hectáreas y forma parte del Parque Regional de la Cuenca Alta del Manzanares. Su altitud máxima es de 780 metros sobre el nivel del mar, siendo esa también la altura máxima del municipio. La Dehesa Boyal está dividida en dos por el arroyo Calverón, que es estacional. Además, hay una gran cantidad de caminos que son recorridos por ciclistas, corredores y paseantes, además de la fauna de la zona.

## Actividades
Actualmente, el uso de la Dehesa Boyal ha cambiado desde lo que era hace años. Como es parte del Parque Regional de la Cuenca Alta del Manzanares, se han prohibido actividades como la recogida de setas y frutos. El pastoreo no está prohibido, pero el paso de ganado no es muy frecuente, en parte provocado por la cercanía a San Sebastián de los Reyes y a otras localidades como Alcobendas y la no muy lejana ciudad de Madrid. Sin embargo, los rebaños de ovejas que pasan cada poco tiempo contribuyen a la prevención de incendios en verano porque eliminan maleza y evitan que la hierba sea muy alta. El carboneo, por el que se obtenía carbón a partir de la leña amontonada, también ha sido abandonado. Es una zona frecuentada por ciclistas y corredores que o bien la rodean por ser un recorrido circular o bien recorren sus caminos interiores.

## Especies

### Fauna
Aves
- Urraca (Pica pica)
- Mochuelo (Athene noctua)
- Pito real (Picus viridis)

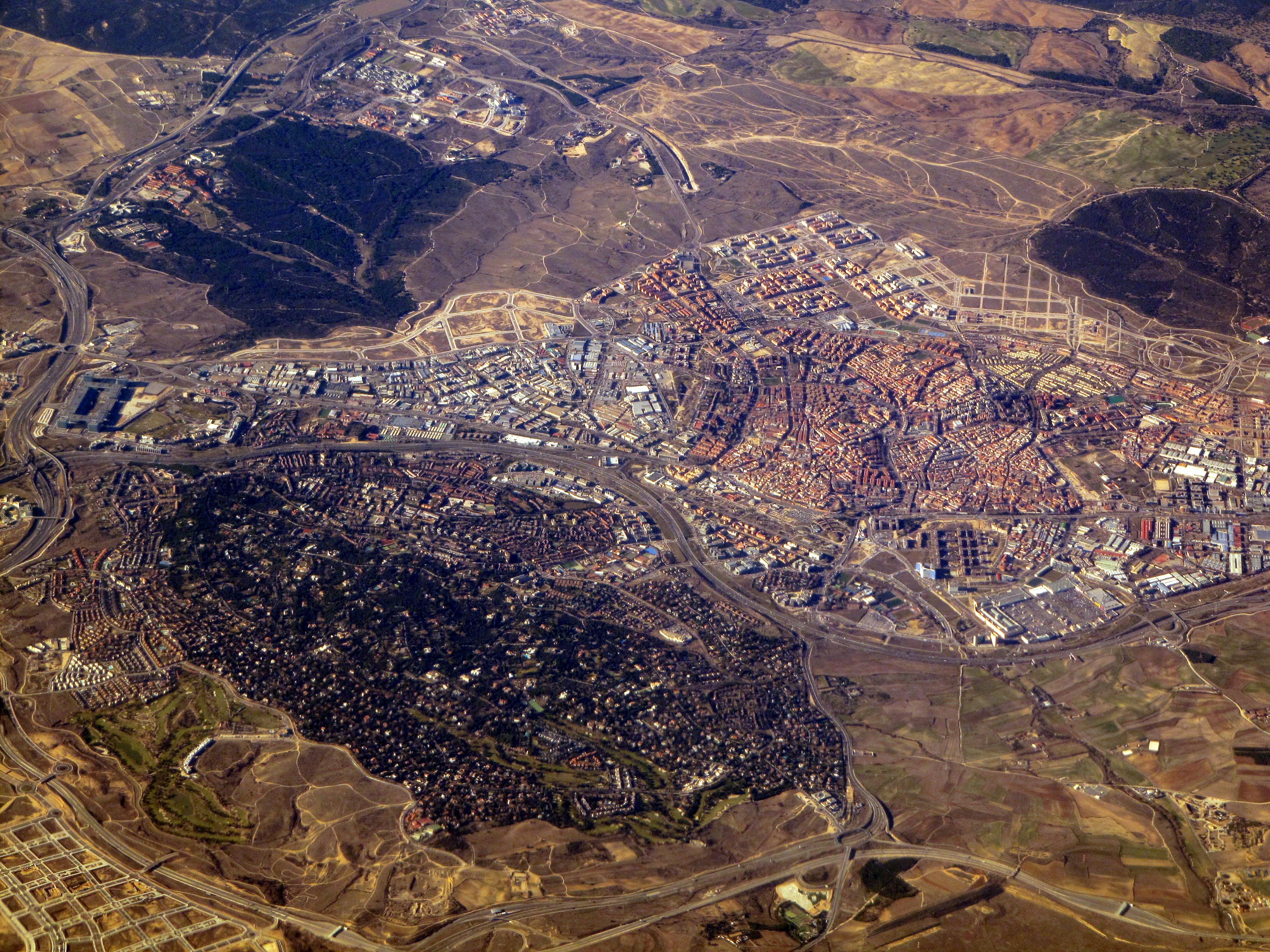
San Sebastián de los Reyes y Alcobendas desde un avión. La Dehesa Boyal es la zona oscura redondeada que se ve arriba a la derecha. La zona arbolada de abajo es La Moraleja y la de esquina superior izquierda es el Monte de Valdelatas.

- Pico picapinos (Dendrocopos major)
- Perdiz roja (Alectoris rufa)
- Carbonero (Parus major)
- Verdecillo (Serinus serinus)
- Paloma torcaz (Columba palumbus)
- Petirrojo (Erithacus rubecula)
- Mito (Aegithalos caudatus)
- Mirlo común (Turdus merula)
- Golondrina (Hirundo rustica)
- Ánade real (Anas platyrhynchos)
- Lavandera blanca (Motacilla alba)
- Zorzal común (Turdus philomelos)
- Polla de agua (Gallinula chloropus)
- Oropéndola europea (Oriolus oriolus)
- Ruiseñor común (Luscinia megarhynchos)
- Vencejo (Apus apus)

Mamíferos
- Ratón de campo (Apodemus sylvaticus)
- Conejo (Oryctolagus cuniculus)
- Erizo común (Erinaceus europaeus)
- Lirón careto (Eliomys quercinus)
- Topillo

Reptiles

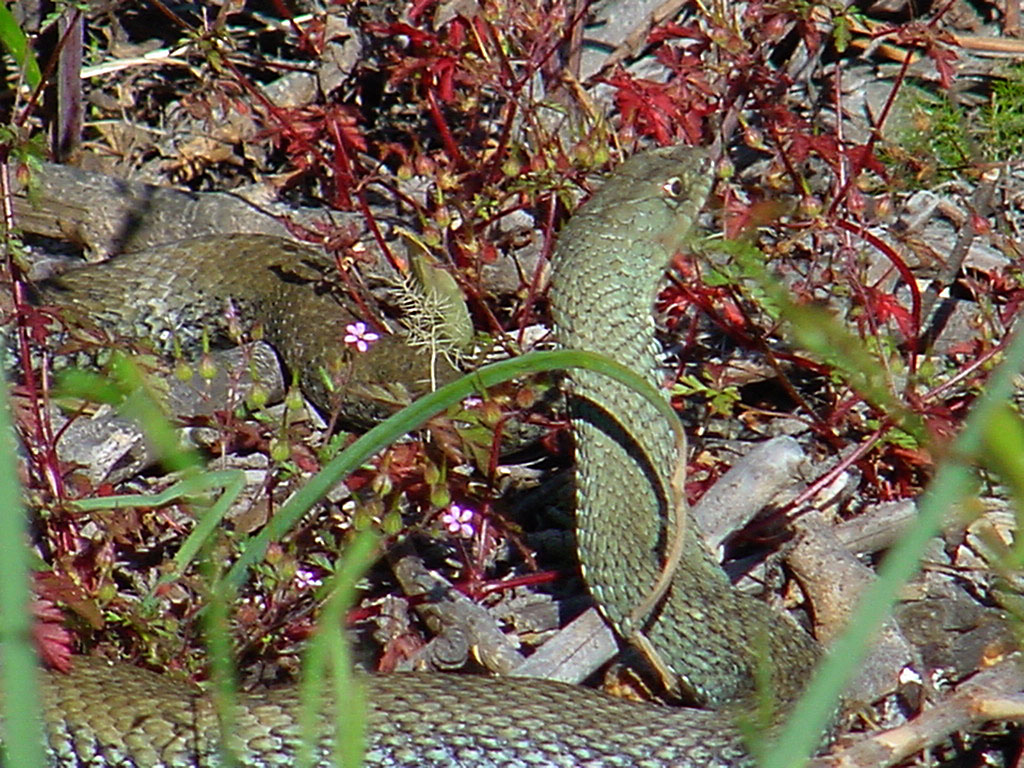
Malpolon monspessulanus.

- Lagartija colilarga (Psammodromus algirus)
- Lagarto ocelado (Lacerta lepida)
- Galápago leproso (Mauremys leprosa)
- Culebra bastarda (Malpolon monspessulanus)
- Culebra viperina (Natrix maura)
- Culebra de escalera (Elaphe scalaris)

Anfibios
- Sapo corredor (Bufo calamita)
- Rana común (Rana perezi)
- Sapo de espuelas (Pelobates cultripes)
- Sapillo pintojo (Discoglossus galganoi)
- Gallipato (Pleurodeles waltl)

Insectos
- Libélula (Anax imperator)
- Notonecta (Notonecta glauca)
- Corisa o barquero (Corixa)
- Efímeras (Ephemeroptera)
- Zapatero (Gerris lacustris)
- Ditisco (Dytiscus)
- Cigarra (Cicadetta montana)
- Vanesa (Vanessa atalanta)

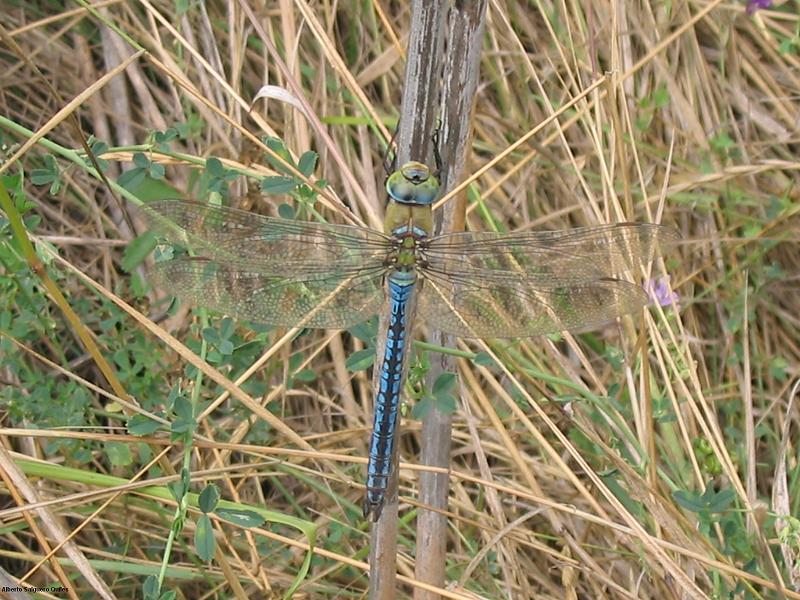
Anax imperator.

- Mantis religiosa (Mantis religiosa)
- Chinche de escudo (Graphosoma italicum)
- Distintas clases de hormigas, avispas, moscas, mosquitos, etc.

### Flora
Podemos distinguir dos zonas en la vegetación de la Dehesa Boyal, debido a la presencia del arroyo: vegetación de encinar y vegetación de ribera. Hay zonas de encinar, de pinar, de quejigar, de peral silvestre, zona de ribera y también hay claros sólo con pasto y hierbas. 
Árboles
- La encina (Quercus ilex rotundifolia) es el árbol más frecuente en la Dehesa Boyal.
- Arce de Montpellier (Acer monspessulanum)
- Quejigo (Quercus faginea)
- Majuelo (Crataegus monogyna)

Arbustos
- Retama negra (Cytisus scoparius)
- Zarzamora (Rubus ulmifolius)
- Rosal silvestre (Rosa canina)

Herbáceas
- Esparraguera (Asparagus acutifolius)
- Gordolobo (Verbascum pulverulentum)
- Zumillo (Thapsia villosa)
- Tomillo aceitunero (Thymus zygis)
- Gamón (Asphodelus albus)
- Cantueso (Lavandula stoechas)
- Jarilla (Helianthemum apenninum)
- Chirivita (Bellis perennis)
- Viborera (Echium plantagineum)
- Salvia (Salvia verbenaca)

Ribera 
Árboles

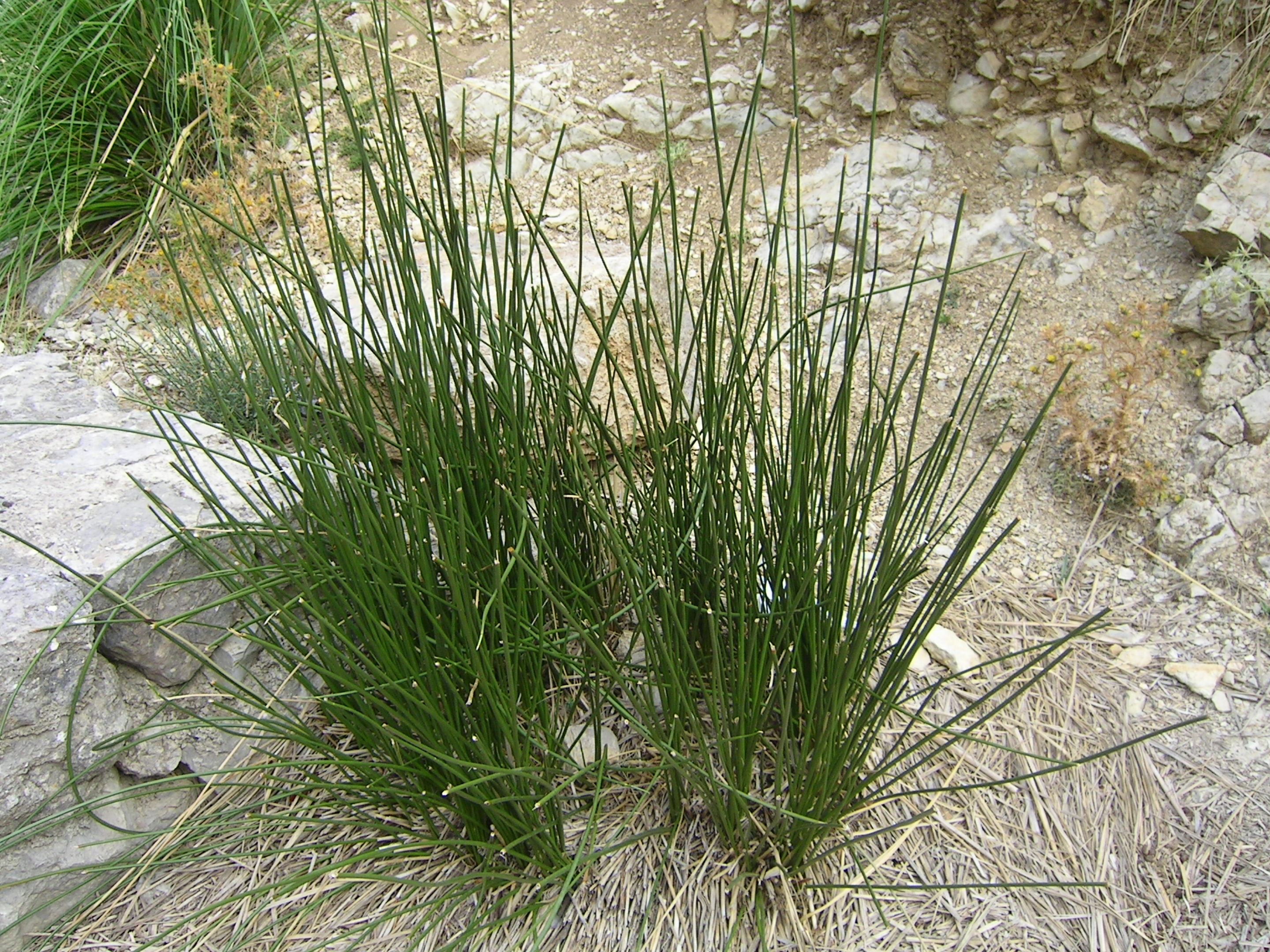
Scirpus holoschoenus.

- Chopo o álamo negro (Populus nigra)
- Sauce (Salix salviifolia)
- Chopo o álamo blanco (Populus alba)
- Fresno (Fraxinus angustifolia)

Otras plantas
- Junco churrero (Scirpus holoschoenus)
- Enea (Typha latifolia)
- Carrizo (Phragmites communis)

### Hongos
- Parasol (Macrolepiota procera)
- Seta de pie azul (Lepista nuda)

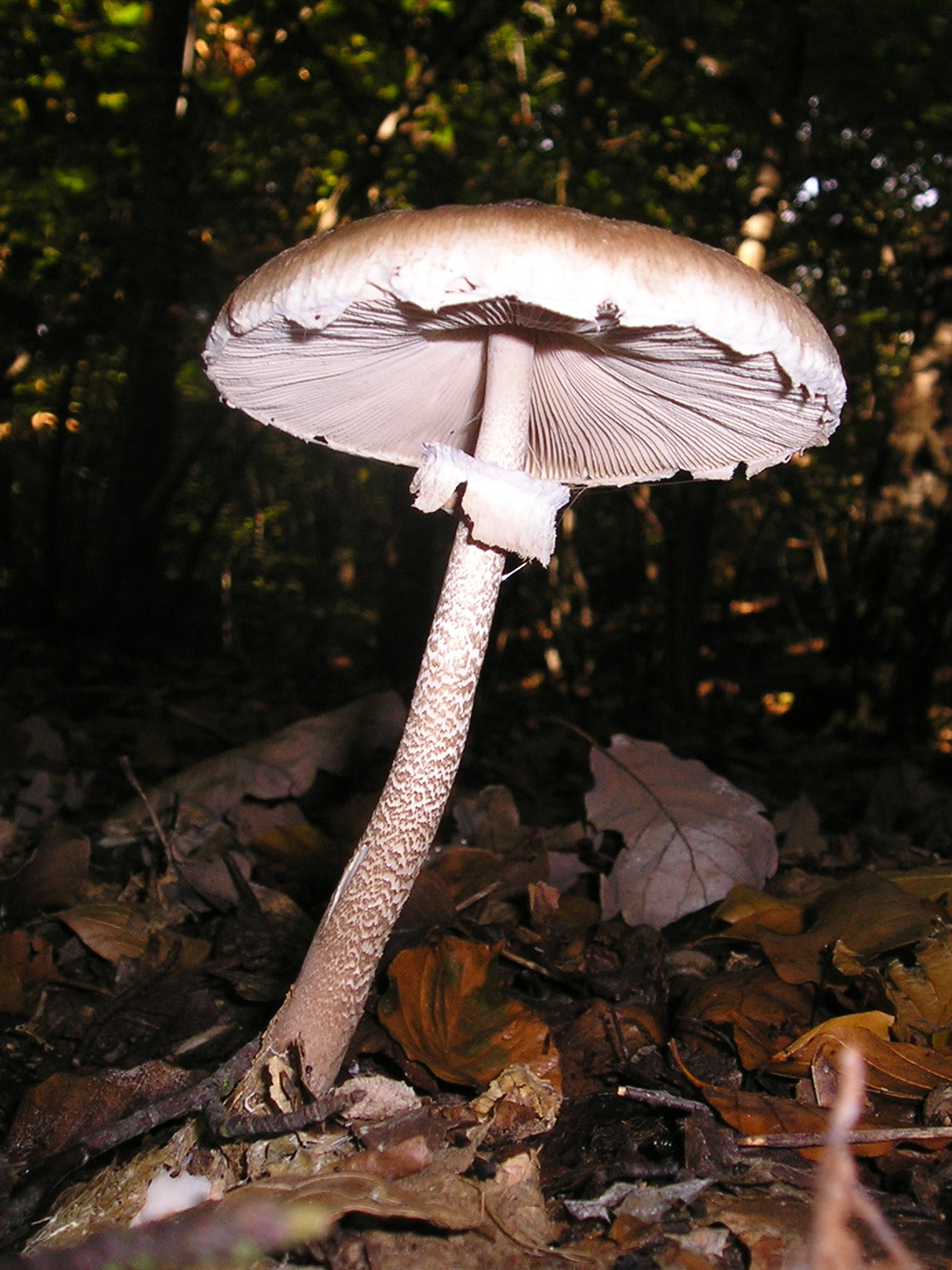
Macrolepiota procera.

- Pedo de lobo (Lycoperdom perlatum)
- Oronja verde o amanita mortal (Amanita phalloides)
- Senderuela (Marasmius oreades)
- Seta de cardo (Pleurotus eryngii)
- Bejín gris (Bovista plumbea)

## Polideportivo municipal y Centro de Naturaleza Dehesa Boyal
Dentro del Polideportivo Municipal de San Sebastián de los Reyes encontramos el Centro de Naturaleza Dehesa Boyal, dependiente de la Delegación de Medio Ambiente del Ayuntamiento. Se ha dedicado a la difusión del entorno natural de la localidad. En el Centro de Naturaleza Dehesa Boyal se realizan actividades educativas de interpretación de mapas como el de la Dehesa, se explican cosas sobre ella y se hacen distintos talleres, investigaciones y juegos relacionados con la naturaleza.